# 唐照千
唐照千（1932年—1984年），男，江苏无锡人，中国力学家、振动工程学家、力学教育家，曾任第六届全国人大代表。